# RM43075
RM43075 — хімічно пекулярна зоря спектрального класу
A й має видиму зоряну величину в смузі V приблизно 12,0.